# Liste großer Rechenzentren
Diese Liste großer Rechenzentren enthält kommerziell genutzte Rechenzentren mit einer Fläche von mindestens 25.000 Quadratmetern. Gebäude, die schwerpunktmäßig als „Carrier-Hotels“ dienen, in denen Netzbetreiber ihre Netze zusammenschalten, sind nicht berücksichtigt.

## Kommerzielle Rechenzentren
| Rechenzentrum                               | Ort                             | Land           | Koordinaten                       | Fläche    | Bemerkung                                       |
| ------------------------------------------- | ------------------------------- | -------------- | --------------------------------- | --------- | ----------------------------------------------- |
| Next Generation Data Newport                | Newport (Gwent)                 | Großbritannien | 51° 33′ 19,4″ N, 003° 02′ 14,7″ W | 75.000 m² | ehemalige Halbleiterfabrik; Inbetriebnahme 2010 |
| Microsoft Chicago                           | Northlake (Illinois)            | USA            | 41° 55′ 24,6″ N, 087° 55′ 05,8″ W | 65.705 m² | Inbetriebnahme 20. Juli 2009                    |
| Global Switch London 2                      | London                          | Großbritannien | 51° 30′ 39,5″ N, 000° 00′ 12,6″ W | 65.543 m² | Fertigstellung 2002                             |
| 3000 Skyline Dallas                         | Mesquite (Dallas County, Texas) | USA            | 32° 46′ 44,2″ N, 096° 38′ 34,8″ W | 63.000 m² | Fertigstellung Dezember 2010                    |
| NTT Global Data Centers (vormals e-shelter) | Frankfurt am Main               | Deutschland    | 50° 07′ 41,0″ N, 008° 36′ 04,5″ O | 65.000 m² | Fertigstellung 2001                             |
| Quality Technology Services Atlanta         | Atlanta, Georgia                | USA            | 33° 46′ 39,6″ N, 084° 25′ 15,7″ W | 50.780 m² |                                                 |
| Phoenix One                                 | Phoenix (Arizona)               | USA            | 33° 27′ 16,4″ N, 111° 58′ 34,3″ W | 50.000 m² | Inbetriebnahme 25. Juni 2010                    |
| Apple Maiden                                | Maiden (North Carolina)         | USA            | 35° 35′ 17,0″ N, 081° 15′ 31,0″ W | 46.000 m² | Fertigstellung Ende 2010                        |
| DuPont Fabros Technology CH1                | Elk Grove Village, Illinois     | USA            | 41° 59′ 39,4″ N, 087° 57′ 44,3″ W | 45.000 m² | Inbetriebnahme Ende 2009                        |
| Microsoft San Antonio                       | San Antonio, Texas              | USA            | 29° 28′ 46,0″ N, 098° 41′ 32,0″ W | 44.300 m² | Inbetriebnahme 22. September 2008               |
| Microsoft Quincy                            | Quincy, Washington              | USA            | 47° 14′ 24,5″ N, 119° 51′ 55,4″ W | 43.500 m² | Inbetriebnahme 16. April 2007                   |
| CoreSite Los Angeles 2                      | Los Angeles, California         | USA            | 34° 03′ 29,2″ N, 118° 14′ 07,2″ W | 42.000 m² |                                                 |
| Global Switch Amsterdam                     | Amsterdam                       | Niederlande    | 52° 20′ 39,4″ N, 004° 49′ 48,7″ O | 38.723 m² |                                                 |
| SuperNAP                                    | Las Vegas, Nevada               | USA            | 36° 03′ 35,4″ N, 115° 12′ 37,5″ W | 37.800 m² | Inbetriebnahme 1. September 2008                |
| Global Switch Paris                         | Clichy                          | Frankreich     | 48° 54′ 00,9″ N, 002° 17′ 42,7″ O | 34.604 m² |                                                 |
| DuPont Fabros Technology ACC5               | Ashburn (Virginia)              | USA            | 39° 01′ 11,3″ N, 077° 27′ 47,9″ W | 33.000 m² | Inbetriebnahme September 2009                   |
| DuPont Fabros Technology NJ1                | Piscataway, New Jersey          | USA            | 40° 33′ 26,5″ N, 074° 29′ 14,3″ W | 33.000 m² | Inbetriebnahme Oktober 2010                     |
| DuPont Fabros Technology ACC4               | Ashburn (Virginia)              | USA            | 39° 01′ 05,5″ N, 077° 27′ 45,3″ W | 32.373 m² | Inbetriebnahme Ende 2007                        |
| Equinix NY4                                 | Secaucus, New Jersey            | USA            | 40° 46′ 35,3″ N, 074° 04′ 11,1″ W | 31.500 m² | Inbetriebnahme November 2007                    |
| 365 Main Chandler                           | Chandler (Arizona)              | USA            | 33° 16′ 29,2″ N, 111° 53′ 13,0″ W | 29.230 m² |                                                 |
| Digital Realty Trust Austell                | Austell, Georgia                | USA            | 33° 44′ 47,6″ N, 084° 34′ 47,1″ W | 29.000 m² |                                                 |
| Digital Realty Trust Weehawken              | Weehawken, New Jersey           | USA            | 40° 45′ 42,7″ N, 074° 01′ 29,4″ W | 28.981 m² |                                                 |
| Microsoft Dublin                            | Dublin                          | Irland         | 53° 19′ 40,5″ N, 006° 26′ 33,7″ W | 28.100 m² | Inbetriebnahme 1. Juli 2009                     |
| Quality Technology Services Suwanee         | Suwanee, Georgia                | USA            | 34° 02′ 07,3″ N, 084° 03′ 40,0″ W | 28.100 m² |                                                 |
| Yahoo La Vista                              | La Vista, Nebraska              | USA            | 41° 10′ 50,0″ N, 096° 05′ 05,7″ W | 27.823 m² | Inbetriebnahme vstl. Ende 2009                  |
| CoreSite Reston                             | Reston (Virginia)               | USA            | 38° 57′ 02,1″ N, 077° 21′ 52,4″ W | 26.500 m² | ehemals AOL                                     |
| Telehouse (vormals Databurg)                | Frankfurt am Main               | Deutschland    | 50° 05′ 45,9″ N, 008° 37′ 47,9″ O | 25.000 m² |                                                 |

## Wissenschaftliche Rechenzentren im deutschsprachigen Raum
Die Tabelle enthält wissenschaftliche Rechenzentren in Deutschland, Österreich und der Schweiz, die mit mindestens einem Rechner in den Top 500 der Superrechner vertreten sind. Stand: 3. März 2012
| Rechenzentrum                                  | Betreiber                                                                             | Land        | Rechner (Auswahl) |
| ---------------------------------------------- | ------------------------------------------------------------------------------------- | ----------- | --- |
| Höchstleistungsrechenzentrum Stuttgart         | HWW – Höchstleistungsrechner für Wissenschaft und Wirtschaft Betriebsgesellschaft mbH | Deutschland | - Hermit: 1,04 Petaflops (Cray XE6) - 62 Teraflops (NEC Nehalem Cluster) - 58,1 Teraflops (HLRS Grid Cluster) - 19,2 Teraflops (NEC Vektorrechner)                   |
| Jülich Supercomputing Centre (JSC)             | Forschungszentrum Jülich                                                              | Deutschland | - JUGENE: 1,00 Petaflops (IBM BlueGene/P) - JUROPA/HPC-FF: zusammen 308 Teraflops (Nehalem-EP Cluster) - JUDGE: 142 Teraflops(IBM iDataPlex Cluster)                 |

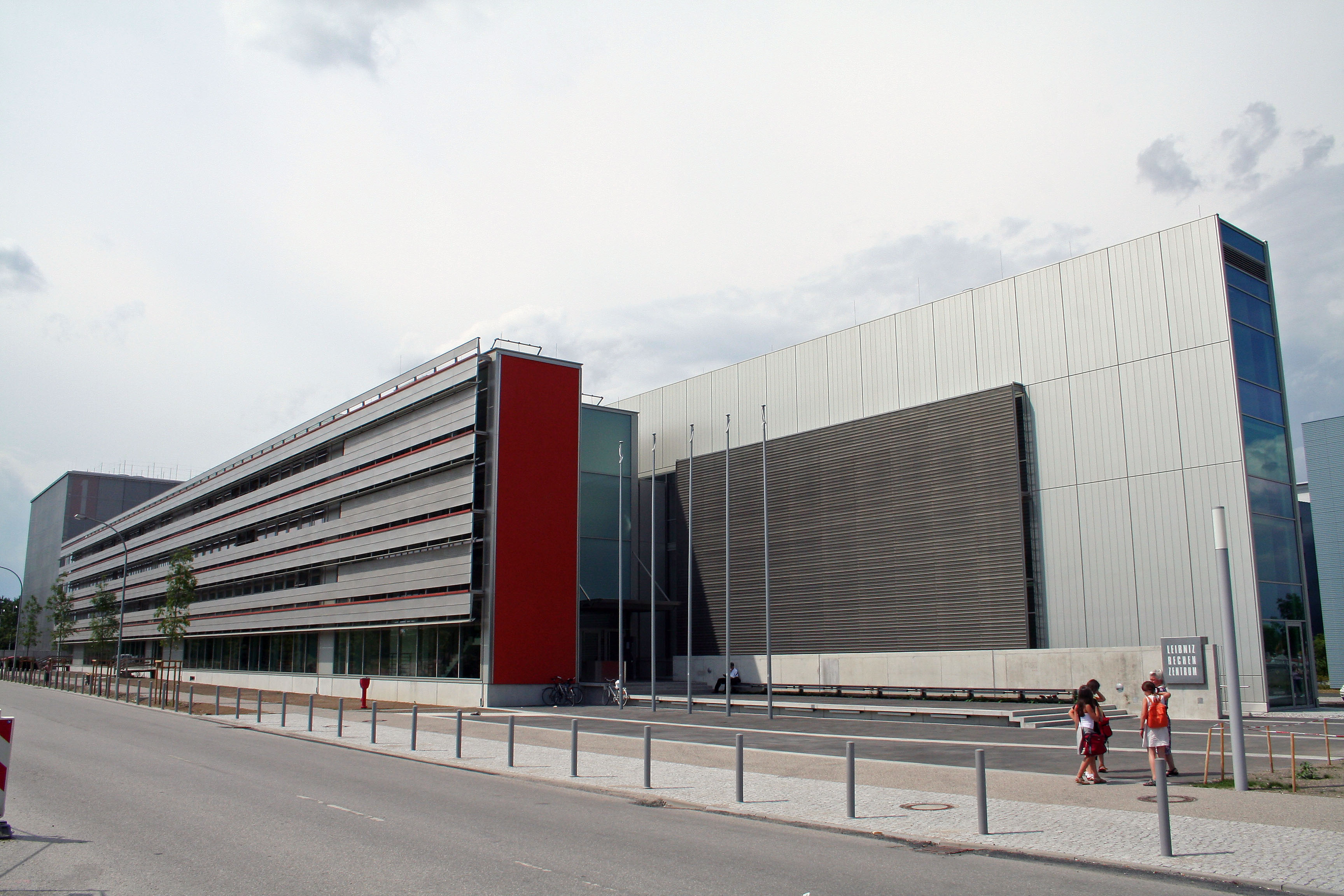
Leibniz-Rechenzentrum

| Rechenzentrum der Universität Frankfurt        | Universität Frankfurt                                                                 | Deutschland | LOEWE CSC: 509 Teraflops (Opteron-Cluster) |
| Rechenzentrum der RWTH Aachen                  | RWTH Aachen                                                                           | Deutschland | RWTH Compute Cluster: 270,5 Teraflops |
| Deutsches Klimarechenzentrum                   | Max-Planck-Gesellschaft und Universität Hamburg                                       | Deutschland | - Mistral: 3,6 Petaflops |
| Leibniz-Rechenzentrum                          | Bayerische Akademie der Wissenschaften                                                | Deutschland | 62,3 Teraflops (Höchstleistungsrechner Bayern II), 3,0 Teraflops (Linux-Cluster)                                                                                     |
| Steinbuch Centre for Computing                 | Karlsruher Institut für Technologie                                                   | Deutschland | 15,77 Teraflops (HP XC4000), 1,9 Teraflops (HP XC6000), ? (mixed Cluster), 17,57 Teraflops (InstitutsCluster), 563,2 Gigaflops (NEC SX-8R), 1,6 Teraflops (NEC SX-9) |
| Max Planck Computing and Data Facility (MPCDF) | Max-Planck-Gesellschaft und Max-Planck-Institut für Plasmaphysik                      | Deutschland | 126 Teraflops (Power6), 32,8 Teraflops (IBM BlueGene/P) |
| Regionales Rechenzentrum Erlangen              | Friedrich-Alexander-Universität Erlangen-Nürnberg                                     | Deutschland | 191 Teraflops |
| Swiss National Supercomputing Centre           | ETH Zürich                                                                            | Schweiz     | 402 Teraflops (Cray XE6), 8,65 Teraflops (Cray XT3), 4,5 Teraflops (Cray XT4), 4,6 Teraflops (IBM P5p575)                                                            |